# Let It Bleed (chanson)
Pistes de Let It Bleed (album)
Live with Me Midnight Rambler
Let It Bleed est une chanson du groupe de rock britannique The Rolling Stones qui apparaît sur l'album Let It Bleed qui sort le 5 décembre 1969 sur la Face A de l'album. La chanson sort en single au japon en février 1970 avec You Got the Silver en Face B.

## Inspiration et composition
Pendant les sessions d'enregistrement, les doigts de Keith Richards commencent à saigner car il joue de la guitare acoustique pendant des heures pendant que Mick Jagger travaille avec un ingénieur du son sur la piste de batterie. Le titre est venu du désir de Keith d'enregistrer sa partie.
Let It Bleed est enregistré à peu près au même moment que la chanson Let It Be des Beatles, mais la similarité des titres n'est qu'une coïncidence.
La chanson s'ouvre sur des glissements de guitare slide et passe rapidement à l'intro de la guitare acoustique en projetant des accords do (C), fa (F) et sol (G) avant que la basse, la batterie et le piano ne se joignent, respectivement. L'autoharpe de Wyman peut être entendue faiblement pendant le premier couplet, mais devient inaudible par la suite.
Les paroles incluent un certain nombre de références à la drogue et au sexe, y compris l'invitation à « la cocaïne et la sympathie », une référence à une « infirmière toxicomane » et les suggestions de Jagger selon lesquelles nous avons tous besoin de quelqu'un pour saigner et venir dessus. Cependant, pour le critique d' Allmusic Richie Unterberger, la chanson parle principalement de « dépendance émotionnelle », Jagger étant prêt à accepter un partenaire qui veut s'appuyer « sur lui pour un soutien émotionnel ».
Unterberger déclare également que Let It Bleed peut être « la meilleure illustration » de la façon dont les Stones font « une approche légèrement bâclée pour travailler pour eux plutôt que contre eux ». Il fait également l'éloge de la voix de Jagger, déclarant que la chanson représente « certaines de ses meilleures œuvres vocales, avec une approche extrêmement paresseuse qui semble à la fois attentionnée et taquine ».

## Enregistrement
Let It Bleed a été enregistré entre les mois de mars et juillet 1969, aux studios Olympic à Londres. la chanson est produite, comme le reste de l'album, par Jimmy Miller et comprenait la participation de l'ingénieur du son Glyn Johns. L'enregistrement a lieu avant la mort de Brian Jones et aussi avant que Mick Taylor ne rejoigne le groupe,. En conséquence, Keith Richards joue les parties de guitares (acoustique et slide), Ian Stewart joue du piano sur ce morceau (sa seule apparition sur l'album) tandis que Bill Wyman joue de l'autoharpe.

## Personnel
Crédités :
- Mick Jagger : chant ;
- Keith Richards : chœur, guitare acoustique, guitare slide ;
- Bill Wyman : basse, autoharpe ;
- Charlie Watts : batterie ;
- Ian Stewart : piano.